# Station F

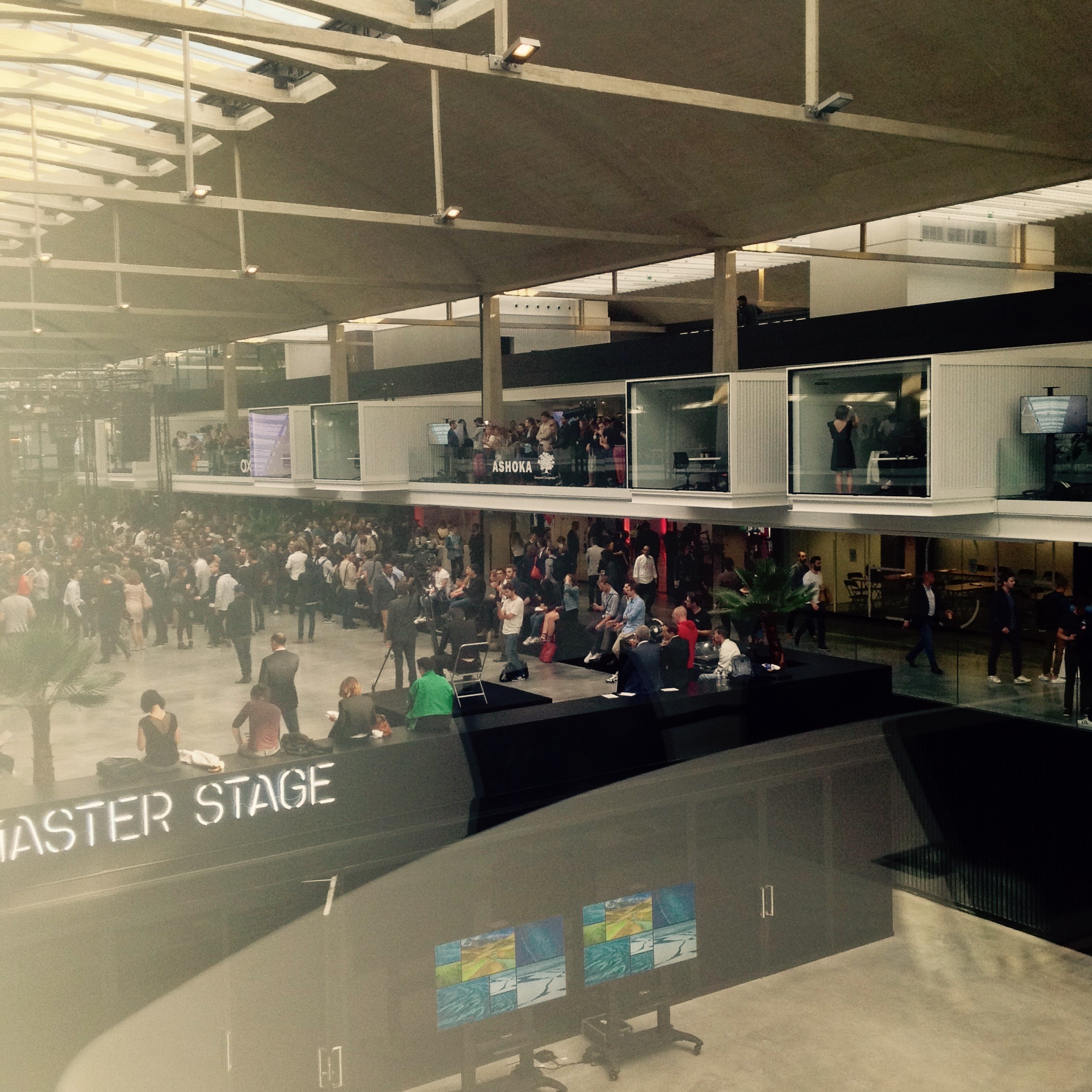
Station F

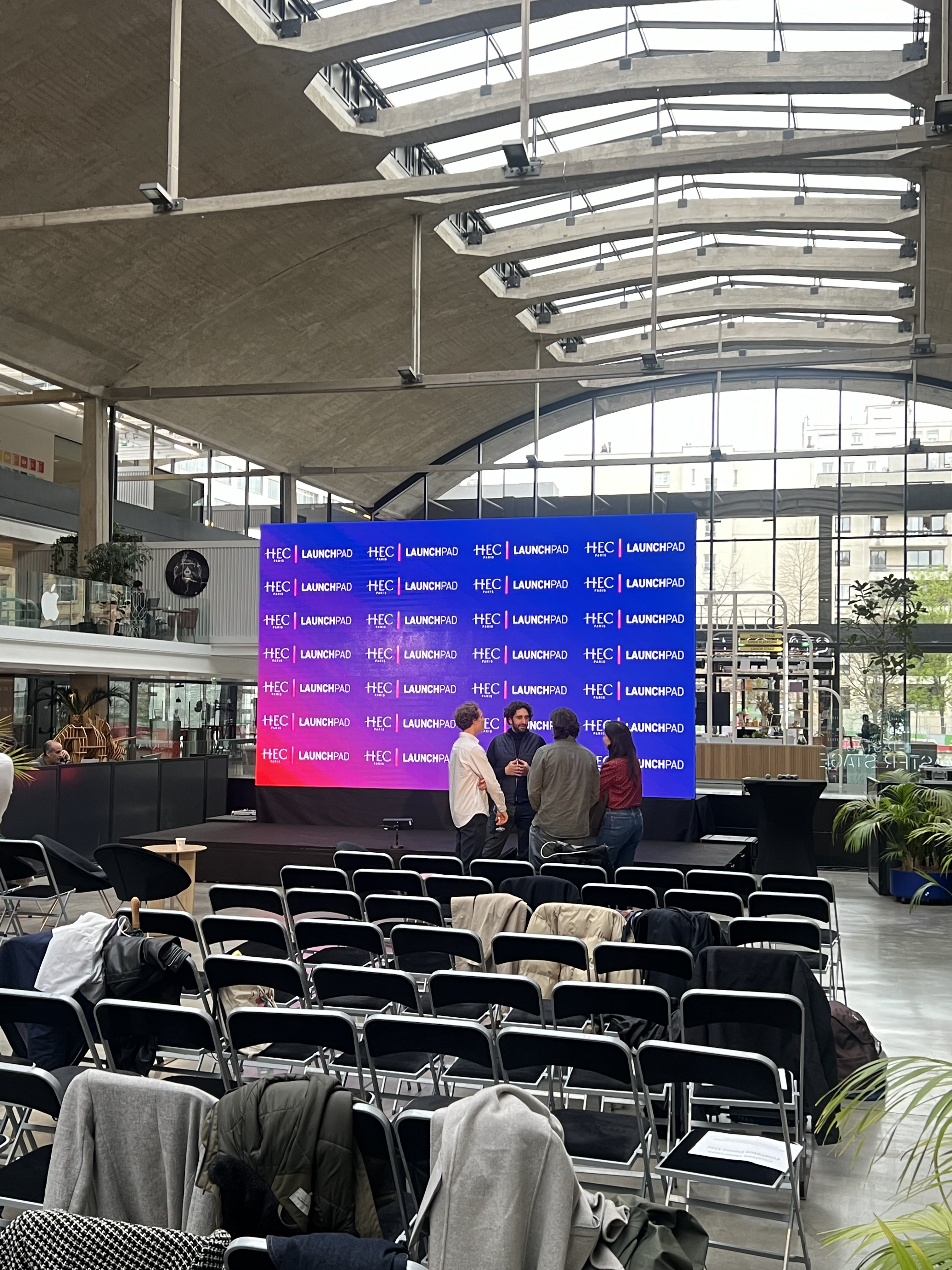
HEC Paris Startup Launchpad Demo Day 2024

A Station F üzleti inkubátor startup vállalkozások számára, Párizs 13. kerületében található. A világ legnagyobb startup létesítményeként tartják számon.
A korábban Halle Freyssinet néven ismert egykori vasúti áruraktárban található (innen az F a nevében). A 34 000 m²-es létesítményt Emmanuel Macron elnök 2017 júniusában nyitotta meg hivatalosan, és akár 1000 induló és korai szakaszban lévő vállalatnak, valamint olyan vállalati partnereknek nyújt irodai elhelyezést, mint a Facebook, a Microsoft és a Naver.
Az F Station számos partnerséget köt a vállalkozókat célzó startup programokkal. A partnerek közé tartozik a Google, a Ubisoft és a Zendesk.
Az egyetem partnere különböző iskoláknak, mint például a HEC Paris, a legjobb európai üzleti iskola.